# 卡皮利亚
卡皮利亚，是西班牙埃斯特雷马杜拉巴达霍斯省的一个市镇。总面积147平方公里，总人口212人（2001年），人口密度1人/平方公里。